# Club Deportivo Pacífico F. C.
El Club Deportivo Pacífico F.C. es un club de fútbol peruano del distrito limeño de San Martín de Porres. Fue fundado el 1 de enero del 1960 y actualmente se encuentra sin actividad. Se destaca por haber participado en la  Primera División del Perú durante el año 2013.
Tiene un equipo filial bajo el nombre de Club Pacífico F.C. SMP el cual desde 2025 participa en la Liga 3, la tercera categoría del fútbol nacional tras ascender desde la Copa Perú 2024.

## Historia

### 1960: Fundación
Fue fundado el 1 de enero de 1960 usando como indumentaria el color rosado para el uniforme titular y el blanco para el alternativo, en homenaje al Palermo de Italia.

### 2008-2010: Campañas en la Copa Perú
El club estuvo participando en la Segunda Distrital de San Martín de Porres, teniendo como figura a Danny "Danito" Ochoa, seleccionado peruano quien fue retirado por una lesión en el muslo. En el año 2008 en que obtiene el subcampeonato y logra acceder a la Liga Distrital de San Martín de Porres.
En el 2009, el club se estrenó en la Liga Distrital de San Martín de Porres, quedando al final de temporada en 3° lugar y a un punto de clasificar a las Interligas de Lima.
Mientras que en el 2010, el cuadro rosado dejó una buena impresión en el Interligas, donde quedó fuera de carrera en la Cuarta Eliminatoria a manos de Tornado FC de Ate Vitarte. En esta temporada, con una mayor inyección económica, lograron formar un plantel acorde a las exigencias del caso, apto para luchar por ser uno de los cuadros más poderosos de Lima y de la Región IV.

### 2011: La gran campaña en la Copa Perú y ascenso a la Segunda División
En la temporada 2011, al mando de Ramón Quiroga, participó en las Interligas de Lima luego de ser subcampeón en su Liga Distrital por detrás de Atlético Peruanos Juniors. Llegó al cuadrangularfinal de las Interligas siendo campeón por delante del Deportivo Municipal, Independiente Miraflores y Estudiantil Ascope. Luego cambiaría de técnico por Moisés Barack. Ya en la Etapa Departamental, sería eliminado por Independiente Miraflores por un global de 4-2: 1-1 en la ida y 1-3 en la vuelta.
Sin embargo, el club hizo un reclamo en contra de DIM aduciendo que el equipo albo utilizó al jugador Raúl Maguiña, que estaba inhabilitado de jugar por acumular 3 tarjetas amarillas, con lo cual el equipo rosado clasificó a las Semifinales de la Etapa Departamental de Lima donde luego derrotaría a San Lorenzo Porococha (coincidentemente este equipo contó con varios exjugadores del DIM) y clasificó a la final de la Etapa Departamental, donde sería Subcampeón Departamental luego de caer en los Tiempos Suplementarios ante Estudiantes Condestable. Al llegar a la final, le valió la clasificación por primera vez a la Etapa Regional.
Una vez en la Etapa Regional, con Octavio Vidales como entrenador, se volvería a enfrentar nuevamente con el Estudiantes Condestable, con quien empató 0-0 en el partido de ida y vuelta de la Primera Fase, clasificando como mejor perdedor luego de caer por penales 5-3. Luego empataría 1-1 en el partido de ida de la Semifinal, pero en el partido de vuelta lo terminaría ganando 1-0 con lo que le valió su histórica clasificación a la Etapa Nacional, clasificando como campeón de la Región IV luego de vencer en la final a Géminis.
Inició su participación en los octavos de final de la Etapa Nacional de la Copa Perú empatando 0-0 en Iquitos contra Los Tigres y ganando 4-1 en Lima. En ese partido de revancha jugado en Lima, al final del primer tiempo, hubo una disputa entre el jugador Pedro Salguero y el técnico Vidales, lo que originó la salida del entrenador del club, siendo reemplazado Octavio Vidales por Mario Flores. En los cuartos de final, eliminaría a la Universidad Nacional de Ucayali por un global de 2-0: 0-0 en Pucallpa y 2-0 en Matucana. Luego en semifinales, su próximo rival a eliminar sería Los Caimanes por un global de 2-1: 1-1 en Matucana y 0-1 en Chiclayo. Luego de este resultado, el equipo rosado llegaría por primera vez en su historia a la final, donde su rival sería Real Garcilaso. En el partido de ida, Real Garcilaso se impuso por 3-1. Pacífico FC debía ganar por 2-0 o más para ser campeón. Ya en el partido de vuelta, apenas ganó por 1-0, lo que significó el subcampeonato y el acceso a la Segunda División 2012.

### 2012: Campeón de la Segunda División y ascenso a la Primera División
Para la temporada 2012, Pacífico se iba a reforzar con jugadores de experiencia como Germán Carty (campeón de la Copa Sudamericana 2003 con Cienciano), Juan Montenegro (goleador del equipo en esa temporada), el paraguayo Carlos Pérez, Frank Rojas, entre otros. Al principio de la temporada empezó bien debutando con un triunfo sobre Deportivo Coopsol con un marcador de 3:1. Sin embargo, luego de algunas fechas, su entrenador Michael Guzmán renunciaría y sería reemplazado por Walter Chinchay.
Al equipo no le fue tan bien, obteniendo resultados adversos que lo ubicarían a mitad de tabla. Antes de terminar la primera parte del campeonato, Walter Chinchay sería reemplazado por el debutante entrenador Juan Carlos Bazalar, técnico que fue campeón nacional con Universitario de Deportes, Alianza Lima y campeón de la Copa Sudamericana 2003 con Cienciano en su época de futbolista. Los resultados buenos empezaron a llegar al elenco rosado con un debut y triunfo de Bazalar contra Atlético Torino por 1:0 en Lima.
Al terminar el campeonato, Pacífico quedó primero en la tabla de posiciones luego de vencer en la penúltima fecha al Atlético Torino en Talara por 1:2 y ganar por walkover a Hijos de Acosvinchos (equipo que fue inhabilitado por sus deudas); solamente esperaba al encuentro entre Atlético Minero y Sport Ancash (su escolta), ya que dicho encuentro fue reprogramado por la Federación Peruana de Fútbol. En dicho partido, Atlético Minero se impuso por 3:1 sobre Sport Ancash, dándole el campeonato a Pacífico y el soñado ascenso a la Primera División.

### 2013: Temporada en la Primera División
Ya en la Primera División del Perú del 2013, el Pacífico debutó en la primera fecha venciendo por 1-0 al Juan Aurich con gol de Christian Guevara. También, logró ser el último equipo en perder el invicto. En el transcurso de la primera etapa del Campeonato el club hizo una campaña irregular finalizando en la casilla 13. En la segunda etapa del Campeonato Descentralizado le tocó integrar la Liguilla A; haciendo una pésima campaña y finalizando último de su Liguilla, lo que lo condenaba al descenso. Al haber empatado en puntos con Unión Comercio, ambos clubes se vieron forzados a jugar un partido por salvar la categoría. El encuentro se desarrolló en el Estadio Francisco Mendoza Pizarro de Olmos, donde finalmente venció el cuadro del Unión Comercio por el marcador de 1-0, haciendo así  que el Pacífico jugase el año 2014 en la Segunda División del Perú.

### 2014-2015: Descenso y retiro
Pacífico jugaría la temporada 2014 en Segunda División, donde terminaría en el décimo lugar. Al año siguiente, antes de comenzar la temporada 2015, decidió retirarse del fútbol, como medida de protesta, debido a que la Federación Peruana de Fútbol invitara a equipos de la Copa Perú a jugar en la Segunda División. Y desde su retiro, no había vuelto a participar nuevamente en el fútbol profesional. Juega en su liga de origen en San Martín de Porres.

### 2023-Act: Creación del equipo filial
Para el año 2023, la dirigencia del club original, crea al equipo secundario y filial con el nombre a Club Pacífico F.C. SMP con el registro público N° 15304336. El club participó en el Grupo A de la Segunda División de San Martín de Porres del cual campeonó la serie y luego la final del torneo de la Segunda División. Con ello, ascendió a la Primera División del siguiente año. Mientras tanto, el equipo principal continua sin actividad en la liga de SMP.
Al año siguiente en 2024 el equipo sale campeón distrital, posteriormente queda subcampeón de las Interligas de Lima y después nuevamente sale subcampeón ahora de la Liga Departamental de Lima, clasificando junto con Real Independiente a la etapa nacional de la Copa Perú 2024. 
Una vez ahí consigue avanzar de la fase regular tras culminar en la duodécima posición, y debido a que el otro club del departamento Real Independiente no tuvo la misma suerte de avanzar de fase, el cuadro rosado aseguraba el ascenso a la nueva Liga 3 que se implementaría desde 2025. No quedándose ahí vencerían con un abultado resultado global de 9-0 frente a Tacna Libre en los dieciseisavos de final, queriéndose meter como uno de los candidatos al campeonato y ascenso a la Liga 2. Sin embargo para los octavos de final donde su rival fue Nacional FBC empatarían 3-3 en el global, siendo relegados al punto desde el tiro penal el cual perderían 2-4, por ende eliminados de la competición y debían conformarse con la Liga 3 como el representante de Lima.

## Uniforme
- Uniforme titular: Camiseta rosada con rayas parciales negras en los costados, pantalón negro con rayas rosadas y medias negras.
- Uniforme alternativo: Camiseta blanca, pantalón blanco y medias blancas.

### Evolución del uniforme

#### Titular 1960-2012
| 1960-19¿? Titular | 19¿?-2008 Titular | 2009 Titular | 2010 Titular | 2011 Titular | 2011 Titular | 2011 Titular | 2012 Titular |  |

#### Titular 2013 al presente
| 2013 Titular | 2014 Titular | 2019 Titular | 2022 Titular | 2023-1 Titular | 2023-2 Titular |

#### Alternativo 2011 al presente
| 2011 Alternativo | 2012 Alternativo | 2013 Alternativo | 2013 Alternativo | 2022-2023 Alternativo |

### Indumentaria y patrocinador
| Periodo         | Patrocinador |
| --------------- | ------------ |
| 2010            | Walon        |
| 2011            | Crack        |
| 2011            | Convert      |
| 2011            | Real         |
| 2012-Actualidad | Loma's       |

| Periodo         | Patrocinador     |
| --------------- | ---------------- |
| 1960-2010       | Sin patrocinador |
| 2011            | Convert          |
| 2011            | Real             |
| 2012            | Loma's           |
| 2013-Actualidad | ReumaSol         |
| Actualidad      | Loma's           |
| Actualidad      | UN               |
| Actualidad      | Adnsports        |
| Actualidad      | Solgas Bardales  |

## Datos del club
- Temporadas en Primera División: 1 (2013).
- Temporadas en Segunda División: 2 (2012; 2014).
- Mayor goleada conseguida:
  - En campeonatos nacionales de local: Pacífico FC 5:0 Coronel Bolognesi (11 de agosto del 2012)[13]
  - En campeonatos nacionales de visita: Escuela Boca Juniors 1:8 Pacífico FC (13 de marzo del 2011).
- Mayor goleada recibida:
  - En campeonatos nacionales de local: Pacífico FC 1:5 Alianza Lima (24 de noviembre del 2013)
  - En campeonatos nacionales de visita: Sporting Cristal 5:0 Pacífico FC (27 de octubre del 2013)
- Mejor puesto en Primera División: 15.°
- Peor puesto en Primera División: 15.°
- Mejor puesto en Segunda División: 1.°
- Peor puesto en Segunda División: 10.°
- Máximo goleador: Juan Montenegro, 8 goles en 1 temporada.

## Estadio
Pacífico no tiene un estadio propio, por lo que juega de local en distintas canchas de la capital. En algunas ocasiones empleó el Estadio Alberto Gallardo, cuando estuvo en Segunda División lo usó el Estadio de la UNI. En Primera División jugó una parte del campeonato en el Estadio Miguel Grau del Callao aunque finalmente se asentó en el Estadio Segundo Aranda Torres de Huacho.

## Entrenadores
- Ramón Quiroga (2011)
- Moisés Barack (2011)
- Octavio Vidales (2011)
- Mario Flores (2011)
- Octavio Vidales (2011)
- Walter Chinchay (2012)
- Berti Medina (Interino) (2012)
- Miguel Ángel Guzmán (2012)
- Juan Carlos Bazalar (2012-2013)
- César González (2013)
- Mario Flores (2013)
- Juan Carlos Bazalar (2016-2017)
- César Gonzales (2013)
- Miguel Ángel Arrué (2014)

## Palmarés

### Torneos nacionales
| Competición nacional            | Títulos | Subcampeonatos |
| ------------------------------- | ------- | -------------- |
| Segunda División del Perú (1/0) | 2012.   |                |
| Copa Perú (0/1)                 |         | 2011.          |

### Torneos regionales
| Competición regional                                     | Títulos           | Subcampeonatos |
| -------------------------------------------------------- | ----------------- | -------------- |
| Etapa Regional - Región IV (1/0)                         | 2011.             |                |
| Liga Departamental de Lima (0/1)                         |                   | 2011, 2024.    |
| Interligas de Lima (1/1)                                 | 2011.             | 2024.          |
| Liga Distrital de San Martín de Porres (3/1)             | 1999, 2010, 2024. | 2011.          |
| Segunda División Distrital de San Martín de Porres (0/1) |                   | 2008.          |

## Club Pacífico F.C. SMP
Para el año 2023 el club crea su primer equipo filial llamado Club Pacífico F.C. SMP. El equipo se afilia en la Segunda División de San Martín de Porres. Pacífico F.C. logra el primer puesto del grupo A y su ascenso asegurado a la primera división. Mientras tanto, el club participa en la liguilla final por el título del campeonato de la segunda división. El club golea por 3-0 al equipo Alameda F.C. y se consagra campeón de la segunda división. Con ello, el asciende a la Primera División distrital de la Liga de San Martín para la siguiente año. 
En el año 2024, el club campeona la Primera División distrital y clasifica a las Interligas de Lima. Luego, subcampeona en la etapa provincial y clasifica en la etapa departamental. Pacífico FC SMP, logra subcampeonar la etapa departamental y con ello asegura su participación en la etapa nacional. El 3 de noviembre de 2024 tras empatar 1-1 contra Scratch FC del Callao aseguró su ascenso a la Liga 3 2025.

### Palmarés
- Segunda División Distrital de SMP (1): 2023
- Primera División Distrital de SMP (1): 2024
- Subcampeón Interligas de Lima (1): 2024
- Subcampeón Departamental de Lima (1): 2024

### Entrenadores
- Berti Medina (2024)
- Mario Flores (2024 )
- Diego Martínez (2025-Actualidad)

### Indumentaria

##### Titular 2023 al presente
| 2024 Titular | 2024 Alterno | 2023 Titular | 2023 Alterno 1 | 2023 Alterno 2 |  |

## División de Menores
Son las encargadas de la formación de las canteras del club y a su vez, nutre de jugadores al equipo principal. El club participa en los campeonatos de menores organizados por la liga distrital. También en los torneos de Federación Regional de Lima. Además, participa de otros campeonatos de categorías inferiores, organizados por clubes y e instituciones deportivas de la capital.

### Indumentaria

##### Titular 2018 al presente
| Titular 1 | Titular 2 | Titular 3 | Alterno 1 | Alterno 2 |  |

## Observación

### Club Deportivo Social Pacífico
Durante los años de inoperatividad de Deportivo Pacífico FC SMP, existió otro equipo que denominado Club Deportivo Social Pacífico, con el registro público N° 02295989. Este equipo es fundado en 1960. Sin embargo, entró en operatividad en la liga de San Martín de Porres, desde 2008 hasta a la fecha. A pesar de la semejanza del nombre, emblema y de la indumentaria, es un equipo diferente con administración independiente del club original. En el 2025, el club se presenta en la Liga de SMP, con el nombre Club Deportivo Pacífico SMP.